# Infover

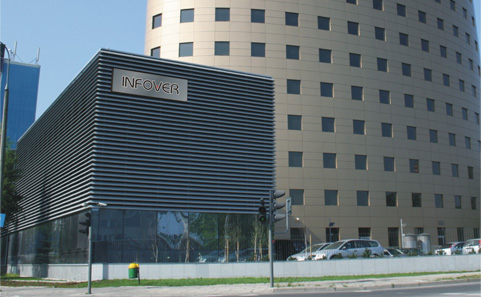
Siedziba firmy Infover

INFOVER – polska spółka informatyczna z siedzibą w Kielcach, producent oprogramowania i integrator rozwiązań IT.

## Historia
Spółka powstała w 2001 roku poprzez wydzielenie Zakładu Informatyki ze struktur Kolporter S.A., rozpoczynając działalność pod nazwą Kolporter Info. W 2011 roku firma zmieniła nazwę na INFOVER. Na początku przedsiębiorstwo koncentrowało się na obsłudze systemów sprzedażowych głównie dla firm handlowych wielooddziałowych. Firma jeszcze jako pion informatyczny Kolportera stworzyła pierwszą wersję oprogramowania do obsługi dystrybucji prasy. Rozpoczęła również pracę nad oprogramowaniem klasy ERP obecnie sygnowanym marką INSIGNUM. To autorskie oprogramowanie powstało w odpowiedzi na stale zmieniające się potrzeby przedsiębiorstw. W późniejszym okresie oferta firmy została poszerzona o rozwiązania dedykowane. Infover współpracuje z wieloma dużymi firmami, przygotowując dla nich projekty od początku do końca. Spółka obecnie zatrudnia ponad 200 specjalistów IT. Od początku działalności firmy jej prezesem jest Jarosław Ambroziak.

## Działalność
- Oprogramowanie klasy ERP dla średnich i dużych przedsiębiorstw, hurtowni, sieci hurtowni, sklepów typu DIY, biur rachunkowych
- Systemy przeznaczone dla logistyki, górnictwa, branży spożywczej, firm produkcyjnych
- Oprogramowanie dla administracji publicznej,
- Systemy EDI
- Systemy wsparcia obsługi klientów
- Oprogramowanie telekomunikacyjne dla firm i instytucji[8]
- Aplikacje mobilne
- System Call Center

## Nagrody
- 2003 – Przedsiębiorstwo Plus Technologia – Tytuł finalisty konkursu w kategorii: „Aplikacje mobilne” przyznawany przez Polkomtel za projekt „Mobilny terminal do zasileń kart prepaid”
- 2005, 2006, 2007 – Gazele Biznesu – Firma trzy razy znalazła się w gronie najdynamiczniej rozwijających się polskich firm zdobywając w latach 2005, 2006 i 2007 tytuł „Gazeli Biznesu” przyznawany przez redakcję dziennika „Puls Biznesu”[9]
- 2006 – Gepardy Biznesu[10] – Firma zdobyła pierwsze miejsce w rankingu najbardziej dynamicznych krajowych firm, sporządzanym na zlecenie Instytutu Bankowości Spółdzielczej. Tym samym znalazła się w gronie laureatów prestiżowej nagrody „Gepardy Biznesu”
- 2006 – Grand Prix Targów KARTA 2006 – Firma uzyskała nagrodę Grand Prix na VI Międzynarodowej Wystawie Producentów i Użytkowników Kart i Systemów Kartowych[11]
- 2007 – Lider Informatyki[12] – Grupa Kapitałowa Kolporter w całości obsługiwana informatycznie przez Infover – zdobyła tytuł Lidera Informatyki 2007 w konkursie redakcji branżowego tygodnika „Computerworld”[13]
- 2007 – Wehikuł Czasu – Nagroda przyznawana przez „Gazetę Prawną” najzdrowszym finansowo i szybko rozwijającym się firmom. Kolporter Info S.A. został wyróżniony „Wehikułem Czasu” w 2007 roku
- 2008 – Firma Primus Inter Pares – Spółka uzyskała tytuł Primus Inter Pares przyznawany firmom uznanym na rynku, inwestującym w kapitał ludzki